# گریت گدزدن
گریت گدزدن (به انگلیسی: Great Gaddesden) یک روستا و محله مدنی در بریتانیا است که در داکورام واقع شده‌است. گریت گدزدن ۹۷۲ نفر جمعیت دارد.